# Bataille des Deux Morins
Première Guerre mondiale
Batailles
Front d'Europe de l’Ouest
- Liège (8-1914)
- Namur (8-1914)
- Frontières (8-1914)
- Anvers (9-1914)
- Grande Retraite (9-1914)
- Marne (9-1914)
- Course à la mer (9-1914)
- Yser (10-1914)
- Messines (10-1914)
- Ypres (10-1914)
- Givenchy (12-1914)
- 1re Champagne (12-1914)
- Hartmannswillerkopf (1-1915)
- Neuve-Chapelle (3-1915)
- 2e Ypres (4-1915)
- Colline 60 (4-1915)
- Artois (5-1915)
- Festubert (5-1915)
- Quennevières (6-1915)
- Linge (7-1915)
- 2e Artois (9-1915)
- 2e Champagne (9-1915)
- Loos (9-1915)
- Verdun (2-1916)
- Redoute Hohenzollern (3-1916)
- Hulluch (4-1916)
- 1re Somme (7-1916)
- Fromelles (7-1916)
- Arras (4-1917)
- Vimy (4-1917)
- Chemin des Dames (4-1917)
- 3e Champagne (4-1917)
- 2e Messines (6-1917)
- Passchendaele (7-1917)
- Cote 70 (8-1917)
- 2e Verdun (8-1917)
- Malmaison (10-1917)
- Cambrai (11-1917)
- Bombardements de Paris (1-1918)
- Offensive du Printemps (3-1918)
- Lys (4-1918)
- Aisne (5-1918)
- Bois Belleau (6-1918)
- 2e Marne (7-1918)
- 4e Champagne (7-1918)
- Château-Thierry (7-1918)
- Le Hamel (7-1918)
- Amiens (8-1918)
- Cent-Jours (8-1918)
- 2e Somme (9-1918)
- Bataille de la ligne Hindenburg
- Meuse-Argonne (10-1918)
- Cambrai (10-1918)

Front italien
Front d'Europe de l’Est
Front des Balkans
Front du Moyen-Orient
Front africain
Bataille de l'Atlantique
La bataille des Deux Morins est une bataille de la Première Guerre mondiale qui se déroule du 5 au 9 septembre 1914 lors de la bataille de la Marne. Elle oppose d'une part la 5e armée française (commandée par le général Franchet d'Espèrey) et le BEF (commandé par le maréchal French) aux Ire et IIe armées allemandes (des généraux von Kluck et von Bülow).
Le 5 septembre, Kluck devant les attaques de l'armée de Maunoury sur l'Ourcq repositionne ses corps d'armée en les repliant vers le nord pour combattre cette 6e armée française. Ce mouvement crée un vide dans l'alignement allemand masqué par des divisions de cavalerie. Les forces de la 5e armée française et du BEF avancent dans la brèche à partir du 6 septembre et repoussent les troupes allemandes. Le BEF est opposé aux troupes de la Ire armée allemande, la 5e armée française tente de tourner la IIe armée allemande. Devant ses manœuvres, la IIe armée allemande doit se replier et entraîne avec elle  le repli de toutes les armées allemandes et la victoire des troupes alliées dans cette bataille.

## Contexte stratégique
Lors du déclenchement de la Première Guerre mondiale, les armées allemandes pénètrent en Belgique afin de tourner les armées françaises et les détruire. La 5e armée française et le BEF sont envoyés en Belgique pour contrer les armées allemandes. Au cours des batailles de Mons et de Charleroi, les troupes alliées sont contraintes au repli pour éviter leur destruction. Cette retraite va durer du 23 août jusqu'au 5 septembre, ponctuée par des batailles d'arrêt (bataille du Cateau pour les Britanniques et bataille de Guise pour les Français) pour se dégager de la pression allemande.
La 5e armée française est affaiblie par la retraite de 350 km réalisée pendant presque 15 jours, elle change aussi de commandant, le général Lanzerac cède son poste au général Franchet d'Espèrey.

## Forces en présence

### Organisation et objectifs des troupes alliées
Le 5 septembre, les armées alliées cessent leur mouvement de repli et se préparent à un mouvement offensif pour le lendemain. La 5e armée française est localisée sur une ligne de front formée par Courtacon, Esternay et Sézanne. 
Le corps de cavalerie du général Conneau formé des 4e, 8e et 10e divisions de cavalerie, cantonne dans la région de Provins. Il est chargé d'établir sur la gauche de la 5e armée la liaison avec l'armée britannique (British Expeditionary Force - BEF), stationnée entre Tournan-en-Brie et Ormeaux.
Le 18e corps d'armée, à la gauche du dispositif de la 5e armée, dispose de la 36e division à Saint-Martin-des-Champs, de la 35e division dans la région de Voulton, Boolot. Une troisième division, la 38e, rattachée au corps d'armée est placée en seconde ligne vers Saint-Brice.
Le 4e groupe de divisions de réserve formé des 53e et 69e divisions est en ligne entre les 18e et 3e corps d'armée. Il tient une ligne de front entre Beauchery et Villiers-Saint-Georges pour la 53e division et entre Villiers-Saint-Georges et Brasseaux pour la 69e division.
Le 3e corps d'armée dispose en première ligne de la 6e division entre Brasseau et Écury et la 5e division entre Saint-Genest et Fontaine-sous-Montaiguillon. La 37e division est en seconde ligne à Villegruis.
Le 1er corps d'armée est placé en formation de divisions successives. la 1re division est à l'ouest de la forêt de la Traconne face à Esternay. La 2e division est placée dans la région de Chantemerle.
Le 10e corps d'armée a la 19e division en première ligne au sud de Mœurs en liaison avec le 1er corps d'armée à Essarts-lès-Sézanne. La 20e division également en première ligne est localisée entre Verdey et Sézanne. La 51e division, rattachée au 10e corps d'armée est en seconde ligne à l'est de la forêt de la Traconne.

### Organisation et objectifs des troupes allemandes
Alors que les troupes de la Ire armée allemande ont franchi le Petit Morin, von Kluck apprend le 5 septembre que le IVe corps d'armée de réserve est engagé face à de nombreuses troupes françaises. Il arrête la poursuite des troupes alliées et modifie le positionnement de son armée. Le IIe corps d'armée est déplacé au sud-ouest de Crouy-sur-Ourcq, le IVe corps d'armée se regroupe sur La Ferté-sous-Jouarre et le IIIe corps d'armée à La Ferté-Gaucher, le IXe corps d'armée reste stationné à proximité de Joiselle.

## La bataille

### Le6 septembre

#### Aile gauche, BEF et le corps Conneau
Au matin du 6 septembre, les troupes britanniques du BEF sont stationnées à Tournan-en-Brie et Ormeaux, elles commencent un mouvement offensif prudent en direction de Courtacon. Vers 10 h 30, la division de cavalerie est attaquée à Pécy par une brigade de cavalerie allemande appuyée par un ou deux groupes d'artillerie. Cette attaque est finalement repoussée grâce au soutien en artillerie de la 8e division de cavalerie française. Vers midi, l'infanterie britannique atteint Champgueffier, le BEF demande le soutien du corps Conneau pour occuper Jouy-le-Châtel et Villegagnon faiblement occupés par les troupes allemandes. Le BEF atteint en fin de journée le Grand Morin de Villiers à Coulommiers et aussi Choisy-en-Brie.
Le corps Conneau a pour mission d'assurer la liaison entre le BEF et le 18e corps d'armée. À partir de 6 h du matin, la 8e division de cavalerie se dirige au nord de la forêt de Jouy sur la route entre Provins et Coulommiers pour se lier avec la division de cavalerie britannique vers Jouy-le-Châtel. la 10e division de cavalerie se dirige vers Savigny pour établir la liaison avec le 18e corps d'armée. Durant l'après-midi, le général Conneau reçoit l'ordre de soutenir la progression des troupes françaises en avant du 18e corps d'armée. Vers 16 h 30, la 10e division de cavalerie entame ce mouvement mais est attaquée à Champcenest qui doit être abandonné. La 4e division de cavalerie est envoyée en renfort, mais l'artillerie seule de la 10e division de cavalerie suffit à empêcher les troupes allemandes de déboucher du village.
Le général Conneau décide de replier ses unités pour la nuit sur Provins, les chevaux sont épuisés par la journée passée dans des régions dépourvues d'eau.

#### Centre du champ de bataille,18eet3ecorpsd'armée
Au matin du 6 septembre, le général Maud'huy, chef du 18e corps d'armée ordonne aux 35e et 36e division d'infanterie de se positionner sur une ligne entre La Mangotière, Gembrois, Voulton et le château de Flaix. La 38e division d'infanterie est placée en réserve, l'artillerie du corps d'armée est placée entre les deux artilleries divisionnaires de première ligne. Des reconnaissances aériennes et de cavalerie identifient les positions allemandes, une troupe équivalente à une brigade d'infanterie, de la VIe division d'infanterie allemande, est localisée à proximité de Montceaux-lès-Provins soutenue par 16  à   18 pièces d'artillerie. La Ve division d'infanterie allemande est quant à elle stationnée vers Sancy-lès-Provins.
À partir de 11 h 30, l'artillerie du 18e corps d'armée tire sur Montceaux pour soutenir l'attaque du village par le 3e corps d'armée, elle effectue également des tirs sur la croupe d'Aubert. Au cours de l'après-midi, le duel d'artillerie est à l'avantage de l'artillerie française. À 17 h, la 69e brigade de la 35e division d'infanterie attaque Montceaux-lès-Provins, perdu au cours de l'après-midi par le 3e corps d'armée, soutenue l'artillerie divisionnaire, l'artillerie du corps d'armée et l'artillerie du groupement de réserve. Elle atteint le village à 22 h et occupe une ligne entre Brantilly et Montceaux-lès-Provins. La 36e division d'infanterie occupe Couperdrix et Ecoublay, elle est opposée à une troupe mixte composée de cavaliers et de cyclistes qui évacuent au cours de la journée Augers-en-Brie.
Le 3e corps d'armée passe la matinée du 6 septembre sans rencontrer de difficultés dans sa progression. À 9 h, la 6e division d'infanterie occupe Saint-Bon et Villouette et poursuit sa progression en direction de Montceaux-lès-Provins et Champfleury appuyée par l'artillerie divisionnaire, l'artillerie du corps d'armée et le soutien d'une partie de l'artillerie du 18e corps d'armée. La 5e division d'infanterie stationnée dans le haut d'Escardes progresse vers Escardes qu'elle occupe vers 11 h 30 et vers Courgivaux. À la mi-journée, l'artillerie lourde allemande enraye la progression de l'aile gauche de la 6e division d'infanterie par des tirs sur Saint-Bon. Devant Montceaux-lès-Provins, l'après-midi débute par un duel d'artillerie opposant l'artillerie divisionnaire, un groupe d'artillerie du corps d'armée, l'artillerie lourde et l'artillerie divisionnaire de la 69e division d'infanterie (soit environ 100 pièces d'artillerie) à l'artillerie allemande. Vers 13 h, l'artillerie allemande est contrainte de ralentir ses tirs. La 6e division d'infanterie progresse alors et occupe Champfleury puis Montceaux-lès-Provins. La 5e division d'infanterie peut occuper Courgivaux vers 13 h 30 d'abord par des unités de cavalerie puis par trois bataillons d'infanterie qui ont pour ordre de mettre en défense le village. Un autre bataillon de la division est placé au nord-ouest de Pont-à-Sec pour se lier avec le 1er corps d'armée.
À 16 h, les troupes allemandes déclenchent une contre-attaque sur le front de la 5e division d'infanterie forçant le 74e régiment d'infanterie à évacuer le village de Courgivaux malgré le renfort d'un bataillon du 129e régiment d'infanterie. Une nouvelle contre-attaque allemande repousse les troupes françaises sur leurs positions de départ sur Escardes. Le bataillon isolé du 39e régiment d'infanterie est lui aussi contraint à un repli sur Escardes devant la pression des attaques allemandes. Le recul de la 5e division d'infanterie contraint la 6e division d'infanterie à se replier sur ses positions de départ vers 19 h sous le bombardement de l'artillerie lourde allemande.

#### Aile droite,1eret10ecorpsd'armée
Au matin du 6 septembre, le 1er corps d'armée dispose de la 1re division d'infanterie à la Pimbaudière et la 2e division d'infanterie en retrait à La Forestière. La 1re division d'infanterie soutenue par une partie de l'artillerie du corps d'armée doit progresser pour atteindre la route reliant Paris à Vitry près d'Esternay entre la cote 200 et le château d'Esternay.
La progression est difficile pour le 84e régiment d'infanterie de la 1re division d'infanterie qui doit s'emparer du château d'Estrenay. Malgré le soutien en artillerie de deux groupes d'artillerie divisionnaire et d'un groupe d'artillerie du corps d'armée, le régiment est bloqué par des tirs de mitrailleuses. Vers 14 h, il parvient à atteindre la lisière sud du village de Châtillon-sur-Morin sans pouvoir s'emparer du village qui reste dans sa partie nord aux mains des troupes allemandes. Le combat pour la maîtrise du village continue toute la journée. Sur la cote 200, le 127e régiment d'infanterie bien que soutenu par un groupe de l'artillerie divisionnaire et deux groupes de l'artillerie du corps d'armée est rapidement bloqué vers Retourneloup par des tirs de tirailleurs. En liaison avec la 5e division d'infanterie, Pont-à-Sec est occupé mais doit être évacué dans l'après-midi devant une forte contre-attaque allemande.
La 2e division d'infanterie progresse dans la matinée à travers la forêt de la Traconne, elle atteint vers 10 h Beauvais-la-Nove et Bricot-la-Ville sur le Grand Morin, l'aile droite de cette division ne rencontre pas d'opposition. La 4e brigade d'infanterie est engagée pour déborder les lignes de la XVIIe division d'infanterie allemande et pour se rabattre vers l'ouest pour faire sauter le verrou défensif d'Esternay. Vers midi l'artillerie de la 2e division d'infanterie commence le bombardement d'Esternay. Mais à 14 h, l'artillerie allemande répond pendant deux heures de façon très violente ; elle met hors de combat pour le reste de la journée deux groupes d'artillerie et enraye la progression de la 4e brigade d'infanterie sur la lisière nord du bois de Gril d'Arcan. Deux bataillons sont dirigés sur Esternay, ils subissent les tirs amis de la 1re division d'infanterie avant d'être confrontés à des tirs défensifs très efficaces provoquant de lourdes pertes et entraînent leur repli sur le bois Gril d'Arcan. Du côté allemand, les pertes sont nombreuses aux 75e et 76e régiments d'infanterie.
Le 10e corps d'armée progresse au matin sans rencontrer de résistance ; à 9 h, la 19e division d'infanterie dépasse Les Essarts-lès-Sézanne, puis vers 10 h elle est située à 1 km au sud des Essarts. La 20e division d'infanterie atteint Lachy tandis que la 51e division d'infanterie est stationnée au nord de Sézanne. La progression se poursuit, vers midi le corps d'armée est localisé vers Jouy (au nord de la forêt du Gault), le Recoude, Charleville. Les troupes de la XIXe division de réserve allemande du Xe corps de réserve contre-attaquent en début d'après-midi au nord de la forêt et obligent à 14 h 30 le 70e régiment d'infanterie à abandonner Jouy ce qui entraîne un repli de l'ensemble de la 19e division d'infanterie. Les troupes allemandes continuent leur effort et poursuivent les troupes françaises dans la forêt du Gault jusqu'au Clos-le-Roi, mais sont ensuite bloquées par les tirs de l'artillerie divisionnaire française.
L'aile gauche de la 20e division d'infanterie est contrainte devant le repli de la 19e division d'infanterie de faire retraite dans les petits bois à l'est du Clos-le-Roi. L'aile droite formée par les 2e régiment d'infanterie et le 47e régiment d'infanterie tiennent Charleville en liaison avec la 42e division d'infanterie de la 9e armée française.

#### Bilan de la journée
Malgré une forte résistance au centre du champ de bataille, sur les fronts des 1er et 3e corps d'armée, les ailes ont progressé de façon satisfaisante. Le BEF est orienté pour agir le lendemain sur les arrières des troupes allemandes. Le général Franchet d'Espèrey décide de poursuivre l'action offensive de la 5e armée pour le lendemain.

### 7 septembre, début du repli allemand

#### Aile gauche, BEF et corps de cavalerie Conneau
Le BEF est localisé au matin du 7 septembre sur une ligne entre Crécy-en-Brie et Vaudois, la division de cavalerie couvrant le flanc droit. Les différentes unités doivent ensuite s'orienter vers le nord-est, la droite du 1er corps d'armée sur La Ferté-Gaucher et la droite du 2e corps d'armée sur Ribois. Dans l'après-midi, la cavalerie anglaise dépasse Choisy mais est arrêtée au sud du Grand Morin par des tirs d'artillerie en provenance de l'autre rive. Le 1er corps d'armée atteint l'ouest de Choisy, le 2e corps d'armée est à l'est de Coulommiers et le 3e corps d'armée à Giremoutiers et Maisoncelles.
Le corps de cavalerie Conneau déploie ses divisions : la 4e division de cavalerie doit maintenir la liaison avec la cavalerie anglaise et place une avant-garde à Bannost ; la 10e division de cavalerie renforcée par un bataillon du 45e régiment d'infanterie et l'artillerie de la 8e division de cavalerie attaque Champcenest, le bois et le village des Marêts en liaison avec les troupes de la 36e division d'infanterie. À 10 h, les chasseurs à pied, les uhlans, dragons et hussards de la Garde sont repoussés. Des reconnaissances aériennes indiquent un repli de plusieurs unités allemandes devant le corps de cavalerie. Le général Conneau donne l'ordre de poursuite générale avec pour objectif le Grand Morin et comme objectifs intermédiaires Vieux-Maisons pour la 10e division de cavalerie, Chartronges et Lescherolles pour la 8e division de cavalerie. La progression du corps de cavalerie est ralentie par un combat retardateur aux Hayottes (à 2 km au nord de Beton-Bazoches). En fin de soirée, les 4e et 8e divisions de cavalerie ont atteint le Grand Morin et bivouaquent autour de la route reliant Saint-Mars et La Ferté-Gaucher. La 10e division de cavalerie a dépassé les objectifs attendus, elle a traversé le Grand Morin, elle bivouaque dans la région de Montcel. 

#### 18eet3ecorpsd'armée
Devant la résistance de la veille et les informations de repli de plusieurs unités allemandes, le général de Maud'huy fait pivoter le 18e corps d'armée autour de Montceaux-lès-Provins. La 35e division d'infanterie tient le village avec le 123e régiment d'infanterie. À 4 h 30, elle subit une attaque allemande débouchant de Sancy qu'elle parvient à repousser ; jusqu'à 7 h 30 la division subit un bombardement d'artillerie allemand. Vers 8 h 45, la division atteint Sancy. À partir de 14 h 30, la 35e division d'infanterie progresse en deux colonnes sur la route reliant Montceaux-lès-Provins à Villeneuve-la-Lionne, elle atteint en fin de journée Les Bordes et Vaulevrault.
La 36e division d'infanterie est ralentie au matin dans sa progression vers Augers et Cerneux par la présence de troupes allemandes à Champcenest et au bois des Marêts. Vers 8 h, la division occupe Augers, Cerneux et Chanoy abandonnés par les Allemands mais restent présents au bois des Marêts. Le retrait allemand se poursuit, vers 9 h 30, le corps d'armée français peut progresser de 2–3 km. La 36e division d'infanterie atteint la Tuilerie. Au cours de l'après-midi, la division progresse en deux colonnes et borde le Grand Morin sans rencontrer de troupes allemandes, plusieurs éléments sont présents à Montvinot, La Fontaine et le Montcel, le gros des troupes stationnant dans la région de La Chapelle-Veronge.
Le général Hache ordonne au 3e corps d'armée d'attaquer en direction de Villeneuve-la-Lionne, bois de Doussigny à l'est de Tréfols. La 6e division d'infanterie tient au matin la ligne Saint-Bon, Champfleury, le hameau de la Villouette par la 11e brigade, la 12e étant placée en réserve, une brigade de la 69e division d'infanterie est chargée de renforcer l'aile gauche du 3e corps d'armée. À 6 h, deux bataillons du 5e régiment d'infanterie et deux bataillons du 28e régiment d'infanterie repoussent une attaque allemande sur Champfleury. À 13 h 45, la 6e division d'infanterie commence son mouvement de façon très prudente, à 15 h les éléments avancés sont sur la route entre Montceaux-lès-Provins et Courgivaux à 1 km de Montceaux-lès-Provins. Elle atteint en fin de journée le Grand Morin entre Crocq et Maison Rouge.
La 5e division d'infanterie est attaquée à 5 h 15 à la jonction des 3e et 1er corps d'armée au bois nord-ouest de Pont-à-Sec, les deux bataillons du 74e régiment d'infanterie sont repoussés à l'est d'Escardes. Les positions sont réoccupées par une contre-attaque de la même unité renforcée par le 274e régiment d'infanterie vers 7 h. Vers 10 h, Courgivaux est occupée par la 10e brigade d'infanterie, cette brigade renforcée de deux groupes d'artillerie du corps d'armée attaque le bois de la cote 190, la 9e brigade d'infanterie progresse à l'ouest de Pont-à-Sec. Les troupes allemandes après avoir essuyé de lourdes pertes autour de Courgivaux, ont évacué le terrain au sud du grand Morin. Dans l'après-midi, la 5e division d'infanterie atteint le château de Nogentel à Neuvy et le grand Morin.
La 37e division d'infanterie suit en second échelon la progression des 5e et 6e divisions d'infanterie, elle occupe Courgivaux dans l'après-midi. Vers 18 h, elle reçoit l'ordre de stationner au nord du grand Morin entre le rû de Bonneval et le rû de Renardière, elle atteint ses positions vers minuit.

#### 1eret10ecorpsd'armée
Le 1er corps d'armée a toujours pour objectifs la cote 200 et le château d'Esternay, la 1re division d'infanterie est placée à l'ouest du front du corps d'armée entre la cote 200 et Retourneloup soutenue par l'artillerie du corps d'armée. La 2e division d'infanterie doit attaquer le château d'Esternay par Châtillon-sur-Morin et le Pont-Neuf. Un régiment d'infanterie et un groupe d'artillerie sont stationnés à la lisière nord du Gril d'Arcan assurant la liaison avec le 10e corps d'armée. À 6 h, le 1er corps d'armée déclenche une attaque générale sur la totalité de son front, à 10 h toutes les positions encore occupées par les Allemands au petit matin comme Esternay, la cote 200 sont maintenant aux mains des troupes françaises. La poursuite des troupes allemandes est lancée en direction du nord de la ligne Mécringes et Courbetaux (au sud de Montmirail). Les avant-gardes formées du 6e régiment de chasseurs à cheval et d'une batterie atteignent Joiselle et Champguyon ; durant une heure la batterie canonne une colonne allemande marchant entre Vauchamps et Montmirail, elle est ensuite contrebattue par des batteries allemandes. Le général Deligny stoppe la progression du 1er corps d'armée vers 17 h 15 sur le plateau dominant le petit Morin à Rieux, Hochecourt, Maclaunay tenant les ponts de vinet à Courbetaux de part et d'autre de Montmirail.
Le mouvement offensif du 10e corps d'armée se poursuit au cours de cette journée, la 20e division d'infanterie est stationnée à Charleville et fait la liaison avec la 42e division d'infanterie. À 4 h 30, une attaque allemande provenant de Clos-le-Roi à la jonction des 19e et 20e divisions d'infanterie est finalement repoussée avec des pertes sensibles. Le 10e corps d'armée attend la progression du 1er corps d'armée pour poursuivre le mouvement offensif. Pour favoriser ce mouvement une brigade de la 51e division d'infanterie est détachée avec son artillerie divisionnaire à l'est de La Noue, au château de la Noue pour intervenir au nord d'Esternay. Au cours de la matinée, le 10e corps d'armée procède à des tirs d'artillerie notamment sur le front de la 20e division d'infanterie pour soutenir la 42e division d'infanterie et ralentir la progression des troupes allemandes. Au cours de l'après-midi, le 10e corps d'armée reçoit un ordre d'attaque sur la gauche pour prendre à revers les troupes allemandes en retraite ; cet ordre est très vite annulé par un nouvel ordre primant sur le premier pour soutenir l'aile gauche de la 9e armée française. La 51e division d'infanterie doit appuyer la 42e division d'infanterie et se dirige vers Chapton et vers Lachy. La 20e division d'infanterie progresse vers le nord-est de Charleville, prête à intervenir en occupant le Bout-du-Val, mais elle est rapidement bloquée par les tirs d'artillerie. La 39e brigade d'infanterie progresse vers le Clos-le-Roi et le Bout-de-la-Ville. La 19e division d'infanterie poursuit son mouvement vers le Recoude et ne s'arrête qu'au Petit Morin, elle fait prisonniers un bataillon d'infanterie et une compagnie de mitrailleuses.

### 8 septembre, le repli allemand se poursuit

#### Aile gauche, BEF et corps Conneau
Au matin du 8 septembre, le BEF est stationné à La Haute-Maison pour le 3e corps d'armée formant l'aile gauche ; autour d'Aulnoy pour le 2e corps d'armée et dans la région de Chailly-en-Brie et de Jouy-sur-Morin pour le 1er corps d'armée. le BEF est opposé aux IIe et IXe divisions de cavalerie allemandes, positionnées au Trilport, chargées de couvrir le mouvement des troupes allemandes et de faire sauter les ponts sur la Marne en cas de progression importantes des troupes alliées et au Ier corps de cavalerie allemand stationné vers Courtacon, formé de la Division de cavalerie de la Garde et de la Ve division de cavalerie aux ordres du général Richthofen. Au cours de la journée, le BEF poursuit son mouvement offensif par l'attaque du 3e corps d'armée britannique entre Jouarre et Signy-Signets en direction de La Ferté-sous-Jouarre. Le 1er corps d'armée britannique se déploie en direction de Sablonnières et Hondevilliers pour la 1re division britannique (en) et Boitron pour la 2e division britannique. Les combats de la journée sont des embuscades de cavaliers et de jägers allemands qui défendent les gués, les passages de ponts, les villages et les lisières de bois pour ralentir au maximum la progression des troupes britanniques. Au cours des combats les troupes britanniques parviennent à faire prisonniers plus de 600 jägers de la Garde . Les 1er et 2e corps d'armée britanniques atteignent le petit Morin vers la Trétoire. En fin de journée, le 2e corps d'armée occupe les Feuchères et Grand-Mont-Ménard sur la rive sud de la Marne. Le 3e corps d'armée britannique atteint La Ferté-sous-Jouarre dont le pont a été détruit.
Le corps Conneau continue sa mission de liaison entre le BEF et le 18e corps d'armée. Les trois divisions de cavalerie le composant poursuivent leur mouvement vers le nord. Les 4e et 8e divisions de cavalerie progressent en direction du petit Morin, elles sont bloquées par l'artillerie allemande positionnée sur Montflageol et Verdelot. La 10e division de cavalerie a pu franchir le petit Morin à Montdauphin et atteint Monthubert, Vendières. Une reconnaissance aérienne indique la présence de plusieurs colonnes allemandes franchissant la Marne à Château-Thierry, Bonneil et La Chapelle-sur-Chézy. Le général Conneau prend des dispositions pour attaquer la colonne située à Château-Thierry. À la mi-journée, les différentes unités du corps de cavalerie parviennent à franchir le petit Morin. La 8e division de cavalerie doit abreuver les chevaux et ne peut progresser que de 1 500 m dans l'après-midi. La 4e division de cavalerie occupe Viels-Maisons d'où elle fait canonner des troupes allemandes vers le Montcel. Toutes les unités se replient au soir sur le petit Morin pour bivouaquer.

#### 18eet3ecorpsd'armée
Les 36e et 35e divisions d'infanterie commencent leur progression le long de l'axe Meilleray-Fontenelle et franchissent à partir de 7 h 30 le Grand Morin par brigades accolées, l'artillerie divisionnaire sur les colonnes extérieures. La 38e division d'infanterie et l'artillerie du corps d'armée suivent au centre du dispositif, la 63e division d'infanterie est placée en second échelon. Le mouvement s'effectue sans difficulté, les reconnaissances indiquent que les troupes allemandes se sont repliées devant le front de la 36e division d'infanterie, en revanche des batteries d'artillerie de campagne et lourdes sont identifiées autour de Marchais-en-Brie devant le front de la 35e division d'infanterie.
La 36e division d'infanterie franchit le petit Morin à Vendières et au moulin d'Ornoy, elle s'infiltre avec les 34e, 49e et 18e régiments d'infanterie pour déborder Marchais-en-Brie par le nord. La division atteint successivement le bois Caumont, la ferme du Bois-Jean et l'Épine-au-Bois, l'artillerie est placée à Monthubert. Ces mouvements sont bloqués ou ralentis par des tirs de mitrailleuses et des tirs d'infanterie durant l'après-midi de la XIIIe division allemande du VIIe corps d'armée du général von Einem. Les 49e et 18e régiments d'infanterie réalisent une attaque de nuit et occupent la Chaise ; une patrouille envoyée en reconnaissance indique que Marchais-en-Brie a été évacuée.
La 35e division d'infanterie est ralentie dans sa progression par des tirs d'artillerie allemands vers 15 h. Le général Marjoulet, commandant de la division, décide de contrebattre les batteries allemandes par son artillerie divisionnaire appuyée par deux groupes d'artillerie du corps d'armée. À 16 h, les 144e et 57e régiments d'infanterie parviennent à franchir le petit Morin au pont de Villiers-sur-Morin. Le 144e régiment occupe une position entre Vendières et le bois Caumont, le 57e régiment d'infanterie tient les pentes sud de Boulan et le pont de la Celle. La division bivouaque sur ses positions.
Le 3e corps d'armée reçoit l'ordre de quitter la zone de Villeneuve-la-Lionne et de s'engager en direction de Montmirail. La 5e division d'infanterie est en liaison avec le 1er corps d'armée entre Cornantier et Hochecourt, elle est appuyée par l'artillerie divisionnaire. En fin d'après-midi, le général Mangin déclenche une attaque de Montmirail par le 129e régiment d'infanterie qui voit par trois fois ses tentatives échouer, un mouvement enveloppant est alors entrepris mais les avancées françaises sont bloquées par les défenses allemandes. La 37e division d'infanterie assure la liaison avec le 18e corps d'armée mais voit sa progression ralentie par les tirs d'artillerie allemands. Afin de soutenir la progression de cette division, le général Hache commandant du 3e corps d'armée engage l'artillerie du corps d'armée sur le plateau de Montrobert, à 16 h 30 le plateau au sud du petit Morin est aux mains des troupes françaises. Dans la soirée, des patrouilles constatent l'absence des troupes allemandes de la XIIIe division d'infanterie qui se sont repliées sur une ligne Margny - Le Thoult-Trosnay. La 37e division d'infanterie poursuit alors son avancée et franchit le petit Morin au pont de Vinet. La 6e division d'infanterie reste toute la journée en réserve du corps d'armée. Le 4e groupe de divisions de réserve est conservé est seconde ligne, il progresse au nord du grand Morin et cantonne dans la région de Tréfols.

#### 1eret10ecorpsd'armée
Les divisions d'infanterie du 1er corps d'armée entament leur concentration sur la rive gauche du Grand Morin à partir de 7 h, la 1er division d'infanterie sur Fontaine-Armée et Maclaunay et la 2e division d'infanterie vers Montvinot. Le 1er régiment d'infanterie en avant-garde est accroché vers Basse Chaussée et doit se replier sur ses positions de départ. Le 1er corps d'armée reste immobile toute la matinée attendant la progression des corps voisins. 
En début d'après-midi, la progression débute en direction générale de Vauchamps. La 1re division d'infanterie est stoppée vers 13 h par des positions défensives allemandes devant Courbetaux ; vers 14 h Courbetaux est finalement capturé mais la division reste immobilisée à flanc de coteau devant Mondant par des tranchées défendues par des mitrailleuses et de l'artillerie. La 2e division d'infanterie est bloquée devant Bergères vers 13 h, le 110e régiment d'infanterie parvient à s'emparer du Château de Bergères mais ne peut déboucher sur le village, il faut attendre 20 h 30 pour que le village soit finalement pris par le 8e régiment d'infanterie.
Le 10e corps d'armée doit poursuivre sa progression sur l'axe Boissy-le-Repos et La Chapelle-sous-Orbais ; au cours de la matinée, le corps d'armée ne rencontre pas d'obstacles et progresse. Devant les demandes pressantes du général Foch pour soulager son aile gauche menacée par une attaque allemande, le général Franchet d'Espèrey prescrit au général Defforges, commandant du 10e corps d'armée, d'appuyer la 42e division d'infanterie et de se couvrir au nord en attendant la progression du 1er corps d'armée. La 51e division d'infanterie est dirigée sur Corfélix et sur Bannay, elle progresse entre la route reliant La Villeneuve-lès-Charleville aux Culots à l'est et la route reliant Charleville à Corfélix avec deux bataillons du 233e régiment d'infanterie en première ligne, les autres unités échelonnées derrière. Très rapidement l'avancée est enrayée par des tirs d'artillerie allemands très violents depuis le nord-est de Corfélix. La 51e division d'infanterie parvient dans la nuit à s'emparer de Corfélix après son évacuation par les troupes allemandes qui s'établissent à 800 mètres en arrière dans des tranchées. La 20e division d'infanterie progresse vers Corfélix et Le Thoult-Trosnay qui parait vide mais elle est elle aussi rapidement sous le feu de l'artillerie allemande et bloquée. À la nuit, les Allemands se replient sur la rive nord du Petit Morin, vers 22 h 30 un bataillon du 47e régiment d'infanterie occupe le village du Thoult. la 19e division d'infanterie s'établit à Soigny et dispose son artillerie pour contrebattre l'artillerie allemande localisée à Boissy-le-Repos. Dans l'après-midi la 37e brigade occupe Boissy-le-Repos mais ne peut se maintenir dans le village devant les tirs de l'artillerie allemande. Durant la nuit, un bataillon du 71e régiment d'infanterie et deux compagnies du 48e régiment d'infanterie parviennent à s'emparer du village.

### 9 septembre, franchissement de la Marne

#### Aile gauche, BEF et corps Conneau
Le BEF progresse au cours de la journée du 9. Le 3e corps d'armée britannique est bloqué par la destruction des ponts devant La Ferté-sous-Jouarre. Le 2e corps d'armée britannique franchit la Marne à Charly-sur-Marne et se dirige au nord de Bézu-le-Guéry. Le 1er corps d'armée britannique franchit la Marne vers Azy-sur-Marne. Le BEF atteint en fin de journée une ligne de front passant par Dhuisy, Montreuil-aux-Lions, Coupru et Le Thiolet.
Le corps de cavalerie Conneau poursuit ses actions de liaisons entre le BEF et le 18e corps d'armée et de couverture. La 4e division de cavalerie en liaison avec les troupes britanniques trouve le pont d'Azy-sur-Marne intact, elle franchit la Marne après la cavalerie britannique à partir de 13 h, puis occupe la plateau du Thiolet et Étrépilly. La 10e division de cavalerie se dirige par Viels-Maisons à l'est de la grande forêt, elle envoie des reconnaissances autour de Château-Thierry puis est chargée dans l'après-midi de s'emparer de la ville pour permettre au 18e corps d'armée d'établir une tête de pont pour agir sur les arrières des troupes allemandes. La 8e division de cavalerie est placée en seconde ligne et se déplace au cours de la journée vers Chézy-sur-Marne et Nogentel.

#### 18eet3ecorpsd'armée
Le 18e corps d'armée progresse vers le nord en deux colonnes. La première colonne formée de la 36e division d'infanterie renforcée du 249e régiment d'infanterie se déplace de L'Épine-aux-Bois et Rozoy-Bellevalle vers La Ville Chambon. La seconde colonne formée par la 38e division d'infanterie renforcée par l'artillerie du corps d'armée progresse de Montolivet vers Viffort. À la fin de la journée, le corps d'armée dispose de trois têtes de pont au nord de la Marne, un régiment de tirailleurs au nord de Mézy, un régiment de zouaves à Château-Thierry et une brigade mixte d'infanterie et de cavalerie vers Bonneuil-sur-Marne. Le reste du corps d'armée est centré pour être déployé selon les ordres sur l'une des trois têtes de pont.
Au 3e corps d'armée, la 5e division d'infanterie dépasse le petit Morin vers Courbetaux et se dirige à l'est de Montmirail sur la route en direction de Corrobert, puis vers Montigny-l'Allier, elle atteint dans l'après-midi Violaine et engage de nombreux combats d'arrière-garde avec les troupes allemandes pour stopper aux environs de Romandie et de Courbehaut. La 6e division d'infanterie progresse du petit Morin vers l'ouest de Montmirail pour atteindre Montmançon et Romandie en fin de journée. La 37e division d'infanterie est retirée du front pour être embarquée à Esternay en train et débarquée à la gauche de la 6e armée.
Le 4e groupe de divisions de réserve reste en arrière des 18e et 3e corps d'armée, il est situé sur le Grand Morin au matin du 9 septembre, il entre en ligne en se plaçant entre les positions des 18e et 3e corps d'armée en se portant vers Marchais-en-Brie pour atteindre Artonges. En soirée, le 4e groupe de divisions de réserve stationne au sud d'une ligne formée par les villages de Montbazin et Montigny-lès-Condé.

#### Aile droite,1ercorpsd'armée
L'aile droite de la 5e armée française se voit retirer le 10e corps d'armée qui passe sous le commandement de la 9e armée française. Le 1er corps d'armée forme seul l'aile droite, il est renforcé par la 19e division d'infanterie.
Le général Deligny, commandant du 1er corps d'armée, forme les divisions en colonnes, les 1re et 2e divisions d'infanterie de part et d'autre du village de Vauchamps qu'elles dépassent en début de matinée. En revanche la 19e division d'infanterie est bloquée dans sa progression par des tirs nourris de fusils et de mitrailleuses au nord de Fontaine-au-Bron.
Les attaques allemandes sur l'aile gauche de la 9e armée française modifient les mouvements des divisions du 1er corps d'armée. Ainsi, la 19e division d'infanterie s'organise face à l'est autour de Fromentières et doit agir sur les positions allemandes. La 2e division d'infanterie progresse jusqu'au nord-est de Janvillers et utilise son artillerie pour désorganiser les défenses allemandes au nord du ruisseau de la Fontaine noire et soutenir l'action offensive de la 19e division d'infanterie. La 1re division d'infanterie est échelonnée de Margny à Fontaine Chacun et soutient la progression de la 5e division d'infanterie.
Au cours de l'après-midi, la 19e division d'infanterie renforcée par une brigade de la 2e division d'infanterie, par l'artillerie de corps d'armée et par le 348e régiment d'infanterie attaque en direction de La Chapelle-sous-Orbais et le Mesnil.

## Conséquences et bilan
La 5e armée française a réalisé au cours des quatre jours de combats un mouvement de conversion autour de son aile droite. Cette dernière a progressé de plusieurs kilomètres le 6 septembre avant d'être bloquée et de soutenir les troupes de la 9e armée française. Sur l'aile gauche et au centre, les troupes allemandes se sont repliées par échelon pour soutenir les troupes sur l'Ourcq, laissant une brèche s'élargir dans laquelle les troupes britanniques et l'aile gauche de la 5e armée française se sont engouffrées. La bataille des Deux Morins est à l'origine du repli successif de la IIe armée allemande puis, par effet de dominos, des IIIe, IVe et Ve armées allemandes.